# Papaver chionophilum
Papaver chionophilum är en vallmoväxtart som beskrevs av V.V. Petrovskii. Papaver chionophilum ingår i släktet vallmor, och familjen vallmoväxter. Inga underarter finns listade i Catalogue of Life.